# 訓民正音学会
訓民正音学会（くんみんせいおんがっかい）は、ソウルを拠点とし、世界中の文字を持た無い言語に対し記述文字としてハングルを広める活動をしている私設の組織である。
学会は不動産業を引退したイ・キナム（李基南）によって、中国黒竜江省に暮らすツングース系のオロチョン族、ネパールのチェパン族（Chepang）、タイ国テーサバーンナコーン・チエンマイのラフ族に対するハングルの普及に失敗した後の2007年に設立された。彼女はこれらの失敗の原因を韓国系のキリスト教宣教師の不甲斐なさに求めている。彼女によれば彼らの関心は識字能力の問題に向けられなかった。
現在彼らはスコットランドにてスコットランド・ゲール語を記述する文字としてハングルを紹介、普及に努めている。
| スコットランド・ゲール語 | スコットランド・ハングル |
| ------------------------ | ------------------------ |
| Gàidhlig                 | 개릭                     |
| Erse                     | ㅔㄹㅅ                   |
| beul-aithris             | 블-ㅐㅌ릿                |
| Eaglais                  | ㅔㅏㄱ라ㅣᆺ               |
| MacGillEathain           | 맠-길ㅣ치ㄴ              |

学会は韓国に対し大規模に労働者を送り出している国々に関心を向けている。2009年にはスラウェシのブトゥン島バウバウ（Bau-Bau）市にチアチア語の記述にハングルを用いることを採択させた。学会は学校用にハングルで表された一連の教科書を発行した。チアチア語の正書法は、ソウル大学校の言語学科教授で当時学会の議長だったキム・ジュウォン（金周源）によってデザインされた。しかし2012年この計画は暗礁に乗り上げていると報告された。